# КС-8362
КС-8362 — кран стрелового типа на пневмоколёсном ходу грузоподъёмностью 100 тонн. Кран этой модели был разработан в начале 1970-х годов и выпускались начиная с 1972 года и до 1996 года. Кран предназначен для работы на крупных объектах строительства. КС-8362 применяют для выполнения монтажных, строительных и погрузочно-разгрузочных работ с массой грузов до 100 т.

## История
В период с 1968 года по 1969 год группа конструкторов (руководитель Я. М. Пустыльник) одесского ГСКБ ТК разрабатывает проекты двух тяжёлых самоходных кранов на пневмоколёсном ходу. В начале 1970-х годов выпуск кранов (КС-7362 и КС-8362) наладили на заводе Одесском заводе тяжёлого краностроения. Узлы обоих кранов максимально унифицированы, что обеспечило их взаимозаменяемость.
Основным отличием двух моделей являлось ходовое устройство: в КС-7362 применено четырёхосное шасси, а в другом — пятиосное. Через некоторое время конструкторы создали КС-8362Д, армейскую модификацию 100-тонного крана. На ВДНХ базовая модель КС-8362 получила Диплом I степени. А в Госкомизобретений СССР конструкторскому бюро, разработавшему кран, было выдано авторское свидетельство на промышленный образец.

## Модификации
- КС-8362 — базовая модель, для умеренного климата (от −40 °C до +40 °C).
- КС-8362А — дальнейшая модификация, двигатель ЯМЗ-238.
- КС-8362Д — армейская модификация, производилась под заказ МО СССР. Предназначена для работы как с обычными, так и с военными разрядными грузами[2], в том числе стратегического ядерного оружия[5]. Каждый из созданных кранов этой модели проходил перед отправкой тщательную приёмку представителей МО[3]. По состоянию на 2000 год в Военно-Морском флоте России числилось 14 таких кранов, из которых только три — рабочие[5].

## Технические характеристики
Характеристики крана приведены в карточке.

### Габариты
| Общая длина        | 26,95 м        |
| Ширина (с опорами) | 3,18 м (6,2 м) |
| Высота             | 4,6 м          |

## Конструкция
Кран состоит из ходовой части, поворотной платформы и сменного рабочего (стрелового, башенно-стрелового или мачтово-стрелового) оборудования.

### Поворотная платформа
Поворотная рама — сварная, балочно-коробчатой конструкции. Рама связана с ходовой рамой через опорно-поворотное устройство диаметром 2774 мм. Устройство — шарикового типа, двухрядное, с наружным зацеплением. Позволяет вращаться в двух направлениях на неограниченный угол.

#### Кабина управления
Кабина управления — двухместная (у модели КС-8362Д — одноместная), выполнена из стального листа, изолированная от машинного отделения. В кабине управления установлены звуковая и термическая изоляция, а также системы вентиляции и отопления. А благодаря большой площади остекления кабина обладает хорошей обзорностью. Посредством пульта из кабины осуществляется управление электрогидравлическим оборудованием. В кабине также размещены контрольные приборы и указатели (допустимой грузоподъёмности на вылетах; угла крена; скорости передвижения).

#### Привод крана
Привод — дизель-электрический. Силовая установка включает дизельный двигатель, предпусковой подогреватель (ПЖД44Б) и два генератора — основной (ДК309Б) и дополнительный (П62). Питание может осуществляться как от дизельного двигателя (ЯМЗ-236), так и от сетевого электродвигателя, включённого во внешнюю электрическую сеть переменного тока с напряжением 380 В.

#### Рабочие механизмы
Грузовых лебёдки — две, основная и вспомогательная. Обе взаимозаменяемы. Тяговое усилие любой грузовой лебёдки достигает 11,48 кН. В состав такой лебёдки входят: 3-ступенчатый цилиндрический редуктор, 2 нормально-замкнутых тормоза (колодочные), а также специальное устройство безопасности. Это устройство при слишком сильном износе накладок автоматически отключает лебёдки. Привод осуществляется от шунтового электродвигателя (ДК-309Б), работающего на постоянном токе и обладающего мощностью 50 кВт.
Стрелоподъёмный механизм — лебёдка, в конструкцию которой входят: двуногая стойка и стреловой  полиспаст (меняет вылет стрелы), а также редуктор и тормоз. Применяемый в лебёдке электродвигатель с редуктором механизма идентичен узлам механизма поворота, а тормоз — узлам грузовых лебёдок и поворотного механизма.
Все рабочие механизмы крана приводятся от электродвигателей с постоянным током (напряжение 220 В). Последние подключены к генераторной силовой установке крана.

#### Механизм поворота
Поворотный механизм крана представляет собой блочную конструкцию. Состоит из электрического двигателя, 4-ступенчатого редуктора (коническо-цилиндрический) и открытой передачи, а также одного тормоза. Последний взаимозаменяем с используемыми в стреловой и грузовых лебёдках, а электродвигатель с редуктором механизма — с соответствующими узлами стреловой лебёдки.

#### Устройства безопасности
На кране установлены предохранительные устройства, обеспечивающие безопасность при его работе: электрический ограничитель грузоподъёмности (ОГБ-2); указатели высоты подъёма и вылета гуська-удлинителя и стрелы; конечные выключатели подъёма стрелы и подъёма крюков; ограничитель сматывания и прижимной ролик для каната лебёдки; автоматический тормоз для грузовых лебёдок. Также имеются механические устройства безопасности для защиты от запрокидывания рабочей стрелы и гуська — механические упоры.

### Ходовая часть
На шасси применена сварная рама балочной конструкции. Шасси крана — пневматическое пятиосное: четыре оси объединены в две балансирные тележки (задняя и передняя) и одна дополнительная ось. Из пяти мостов крана три — управляемые (ведомые), а два являются приводными. Колёса, смонтированные на задней тележке — сдвоенные. Проходимость крана на плохих дорогах достигается благодаря наличию в конструкции шасси оси с рессорами со стабилизаторами и жёсткой балансирной подвески.
На раме также смонтирован механизм передвижения с двухскоростной коробкой передач, 2 стояночных тормоза, выносные опоры, приспособления для буксировки, кабельный барабан, гидропневматическое и электрическое оборудование ходовой части.

#### Выносные опоры
Кран оборудован 4 выдвижными аутригерами с индивидуальным гидравлическим управлением. Цилиндр подъёма аутригера оснащён гидравлическими замками и стопорными гайками.

### Стреловое оборудование
Рабочая стрела — ферма решётчатой конструкции, наращиваемая. Пояса стрелы выполнены из низколегированных сталей, а раскосы из углеродистых стальных труб. Соединение элементов — шарнирное. В базовом исполнении её длина — 15 м. При помощи дополнительных секций-вставок она может удлиняться (шаг 5 м) до 55 метров. На стрелу может быть установлен гусёк-удлинитель: 20-метровый неуправляемый — при длине стрелы до 40 м, а управляемый — при длине до 55 метров. Помимо стрелового исполнения, для крана предусмотрено мачтово-стреловое и башенно-стреловое оборудование, в которых в качестве башни и мачты используется основная стрела. Общее же количество типов стрелового оборудования достигает 32.
При работе в мачтово-стреловом исполнении высота подъёма и монтажа груза может достигать 85 метров. Мачтово-стреловое оборудование состоит из мачты (до 55 м) и лёгкого 30-метрового гуська. А башенно-стреловое включает башню (от 25 до 40 м) и управляемый (маневровый) гусёк, который может удлиняться (до 30 м) вставками с шагом 5 м. Наклоном маневрового гуська меняется вылет. При работе крана в мачтово-стреловом и башенно-стреловом исполнении стрела должна быть установлена под углом к вертикали (6 ° и 1 ° 30 ′ соответственно).
Кран со стрелой до 30 метров оснащают двумя противовесами (14 т и 30 т). Во всех других случаях ставят только один, увеличенный противовес (30 т).

## Эксплуатация: монтаж-демонтаж, транспортировка
Монтаж всех видов стрелового оборудования осуществляется самим краном.

### Транспортировка
На небольшие расстояния кран может передвигаться своим ходом. На большие же расстояния перебазировка осуществляется следующими способами:
- По автодорогам. Кран перевозят при помощи тягача на буксире. Для этого он оборудован прицепным устройством. В качестве тягача может выступать грузовой автомобиль МАЗ-537Г, либо аналогичный по характеристикам. При транспортировке тягачом осуществляется управление ходовыми тормозами и разворотом колёс крана.
- По железной дороге. При перевозке по железной дороге кран разбирается на следующие узлы: грузовые канаты, аутригеры, стрела и противовес.